# Fidelio (Vorname)
Fidelio ist ein männlicher Vorname.

## Herkunft
Fidelio ist ein italienischer Vorname und kommt von lateinisch fidelis, in der Bedeutung „der Treue“.

## Namensträger
- Fidelio F. Finke (1891–1968), böhmisch-deutscher Komponist
- Fidelio Ponce de León (1895–1949), kubanischer Maler